# Mil·liari de Sant Hipòlit de la Salanca
El Mil·liari de Sant Hipòlit de la Salanca és una pedra mili·liar que servia de fita de distància de la Via Domícia romana, i que es conserva a l'església parroquial de la comuna nord-catalana de Sant Hipòlit de la Salanca (Rosselló).
Va ser descobert el 1847, quan feia de base de la taula d'altar de l'església de Sant Hipòlit de la Salanca. Es tracta d'una columna vertical de marbre de Baixàs, amb unes dimensions de 105 cm d'alt per 42 de diàmetre. S'exposa al nàrtex de l'església, i va ser declarat Monument històric de França el 12 de febrer del 1892.

El mil·liari pertanyia, probablement, a la Via Domícia, una via romana que enllaçava Itàlia i Hispània per la costa sud de la Gàl·lia. Encara que la base de Monuments Històrics Francesos atribueix a la pedra una antiguitat que remunta al segle i, el fet que porti una inscripció epigràfica dedicada a l'emperador Constantí el Gran, que visqué al segle iv, planteja alguns interrogants sobre la datació. Els dos fets, però, no són excloents, perquè podria haver estat gravada amb posterioritat. La disposició torçada de les lletres, i la imprecisió d'aquestes han fet suposar que es tractaria d'una inscripció d'urgència, feta amb finalitats adul·latòries. El text fa:
| «      | FLAV VAL CONST ANTIN O NOB CAES M | » |
| — Text |                                   |   |